# Монсеньор-Иполиту

Монсеньор-Иполиту на карте штата.

Монсеньор-Иполиту (порт. Monsenhor Hipólito) — муниципалитет в Бразилии, входит в штат Пиауи. Составная часть мезорегиона Юго-восток штата Пиауи. Входит в экономико-статистический микрорегион Пиу-IX. Население составляет 7391 человек на 2010 год. Занимает площадь 401,433 км². Плотность населения — 18,41 чел./км².

## Демография
Согласно сведениям, собранным в ходе переписи 2010 г. Национальным институтом географии и статистики (IBGE), население муниципалитета составляет:
| Полное население                               | Полное население                               | Полное население                               | Полное население                               | 7391  |
| ---------------------------------------------- | ---------------------------------------------- | ---------------------------------------------- | ---------------------------------------------- | ----- |
| в том числе:                                   | Городское население                            | 3485                                           | Процент городского населения, %                | 47,15 |
|                                                | Сельское население                             | 3906                                           | Процент сельского населения, %                 | 52,85 |
|                                                | Мужское население                              | 3715                                           | Процент мужского населения, %                  | 50,26 |
|                                                | Женское население                              | 3676                                           | Процент женского населения, %                  | 49,74 |
| Плотность населения, чел/км²                   | Плотность населения, чел/км²                   | Плотность населения, чел/км²                   | Плотность населения, чел/км²                   | 18,41 |
| Население муниципалитета в % к населению штата | Население муниципалитета в % к населению штата | Население муниципалитета в % к населению штата | Население муниципалитета в % к населению штата | 0,24  |

По данным оценки 2016 года, население муниципалитета составляет 7586 жителей.

## Статистика
- Валовой внутренний продукт на 2003 год составляет 11 452 597,00 реалов (данные: Бразильский институт географии и статистики).
- Валовой внутренний продукт на душу населения на 2003 год составляет 1645,73 реалов (данные: Бразильский институт географии и статистики).
- Индекс развития человеческого потенциала на 2000 год составляет 0,602 (данные: Программа развития ООН).